# Фламбирање
Фламбирање је поступак кувања у коме се алкохол додаје у врели тигањ да би се створио пламен. Реч на француском значи "запаљен". 
Фламбирање се често повезује са презентацијом на столу одређених јела натопљених ликером запаљених, као што су Bananas Foster или Cherries jubilee, када се алкохол запали и резултира пламеном плаве нијансе. Међутим, фламбирање је такође корак у прављењу Coq au vin-а, и других јела и сосова, користећи жестока пића, пре него што се изнесу на сто. Делимично сагоревањем испарљивог алкохола, фламбирањем се смањује садржај алкохола у посуди уз задржавање укуса ликера.

## Историја
Модерно фламбирање постало је популарно у 19. веку. Енглески божићни пудинг сервиран је у пламену у роману Чарлса Дикенса из 1843. Божићна песма.  Чини се да је најчешће фламбирано јело био слатки омлет са румом или киршом; на пример, куварска књига Алексиса Сојера из 1846, Гастрономски регенератор, даје рецепт за Омлет на руму: „... у тренутку одношења за сто сипајте три чаше рума и запалите га“.  Књига Ајде Џоселин, The Marvellous Little Housekeepers (1880), помиње и рум и кирш;  још један рецепт се појављује у енглеском кувару А.Г. Пејна, Избор јела по малој цени, из 1882: „Направите слатки омлет и загрејте супену кашику кирша, држећи ватру испод кашике. Чим се алкохол запали, прелијте га око омлета и послужите у пламену.“  Можда најпознатије фламбирано јело, Crêpes Suzette, наводно је измишљено 1895. године случајно. 

## Поступак
Коњак, рум или друга пића са аромом који садрже око 40% алкохола сматрају се идеалним за фламбирање.  Вина и пиво имају премало алкохола и неће се фламбирати. Алкохолна пића, као што су Бакарди 151 или Everclear, су веома запаљива и професионални кувари их сматрају превише опаснима. Цимет се понекад додаје не само због укуса, већ и због представе. 
Алкохолно пиће се мора загрејати пре него што га запалите. То је зато што је на собној температури течност још увек испод тачке паљења и нема довољно алкохолних пара да се запали. Загревањем, притисак паре се повећава, ослобађајући довољно пара да се запали из шибице. 

## Ефекти на укус
Фламбирање мало смањује садржај алкохола у храни. У једном експерименталном моделу, око 25% алкохола је испарило. Ефекти пламена су такође скромни: иако температура унутар пламена може бити прилично висока (преко 500 °C), температура на површини тигања је нижа од оне која је потребна за Маилардову реакцију или за карамелизацију. 
Нејасно је да ли постоји промена у укусу као резултат фламбирања. Неки тврде да због тога што је пламен изнад хране, а пошто се врели гасови дижу, то не може значајно утицати на укус. Заиста, експериментални рад показује да га већина људи не може разликовати.  Међутим, у неформалном тесту укуса који је спровео Лос Анђелес Тајмс две серије карамелизованих јабука (једна фламбирана и једна кувана), један учесник је изјавио да је „фламбирано јело за одрасле, а друго за децу“.  Други, међутим, оспоравају ово и цитирају прослављене француске куваре који тврде да је фламбирање стриктно аспект шоу-бизниса у ресторанском пословању који уништава храну, али се ради како би се створила импресивна визуелна презентација у драматичном тренутку припреме оброка. 

## Сигурност
Ради сигурности, препоручује се да се у тигањ на горионику не додаје алкохол, а да кувар користи дугачку шибицу за камин да запали тигањ. 
Популарна фламбирана јела су:
- Божићни пудинг
- Crème brûlée
- Bananas Foster
- Bombe Alaska
- Cherries jubilee
- Crêpes Suzette
- Feuerzangenbowle
- Flaming beverages
- Gundel Palacsinta
- Steak Diane